# San Francesco Saverio alla Garbatella
San Francesco Saverio alla Garbatella är en kyrkobyggnad och titeldiakonia i Rom, helgad åt den helige Frans Xavier. Kyrkan är belägen vid Piazza Damiano Sauli i Garbatella i quartiere Ostiense och tillhör församlingen San Francesco Saverio alla Garbatella.
Piazza Damiano Sauli domineras av kyrkan San Francesco Saverio och Scuola Cesare Battisti, uppförd på 1930-talet i art déco-stil efter ritningar av Giulio Brunetta. Den sistnämnda byggnaden tillägnades initialt Michele Bianchi, men efter andra världskriget ändrades dedikationen till Cesare Battisti.
Påve Johannes Paulus II besökte församlingen den 3 december 1978, eftersom han efter andra världskriget emellanåt hjälpte till i det pastorala arbetet i denna del av Rom. Detta var hans första officiella församlingsbesök i Roms stift som påve.

## Historia
Kyrkan uppfördes åren 1931–1933 i barocchetto-stil efter ritningar av arkitekten Alberto Calza Bini; arkitekten Clemente Busiri Vici ledde byggnadsarbetena. Kyrkan konsekrerades den 24 maj 1939 av ärkebiskop (sedermera kardinal) Luigi Traglia.
Fasaden har arkitektoniska element i travertin mot en bakgrund av rött tegel. Två kolonner i travertin flankerar portalen och bär upp ett entablement, vars fris bär dedikationsinskriptionen: DEO.IN.HONOREM.STI.FRANCISCI.XAVERII. Det krönande triangulära pedimentet hyser Pius XI:s påvevapen.
Interiörens grundplan har formen av ett latinskt kors och är treskeppig; de tre skeppen avdelas av joniska kolonner. Absiden har en fresk föreställande den predikande Frans Xavier, utförd av Achille Tamburlini. Tvärskeppet har två sidokapell: det vänstra är invigt åt den uppståndne Jesus Kristus, medan det högra är invigt åt Jungfru Maria.

## Titeldiakonia
Kyrkan stiftades som titeldiakonia av påve Johannes Paulus II år 2001.
Kardinaldiakoner
- Leo Scheffczyk: 2001–2005
- Franc Rodé: 2006–2016; titulus pro hac vice: 2016–

## Bilder
| - Kyrkans kupol. - San Francesco Saverio alla Garbatella och Scuola Cesare Battisti vid Piazza Damiano Sauli på en karta från år 2019. - Scuola Cesare Battisti. |